# Стоматология

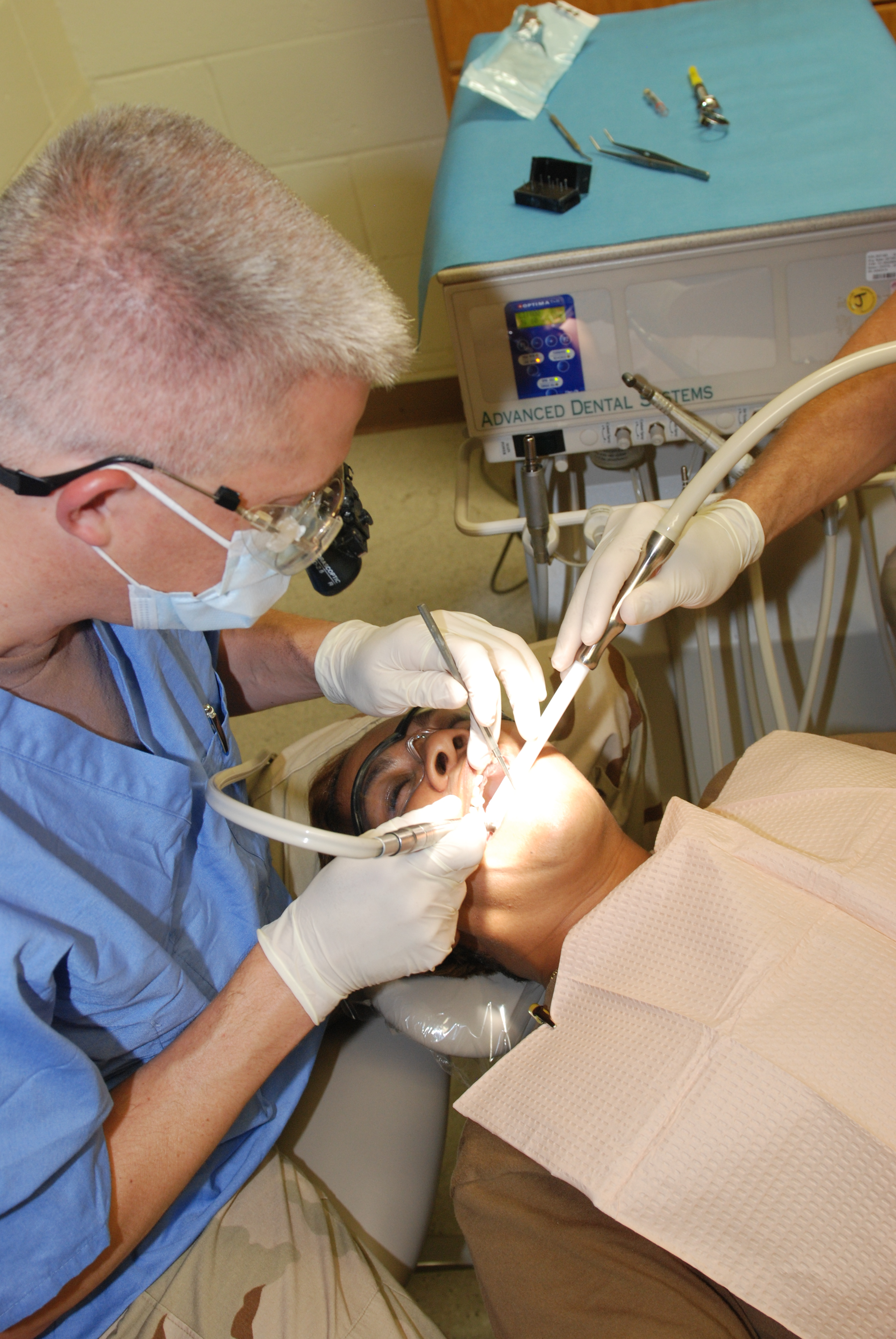
Стоматолог лечит пациента с помощью ассистента.

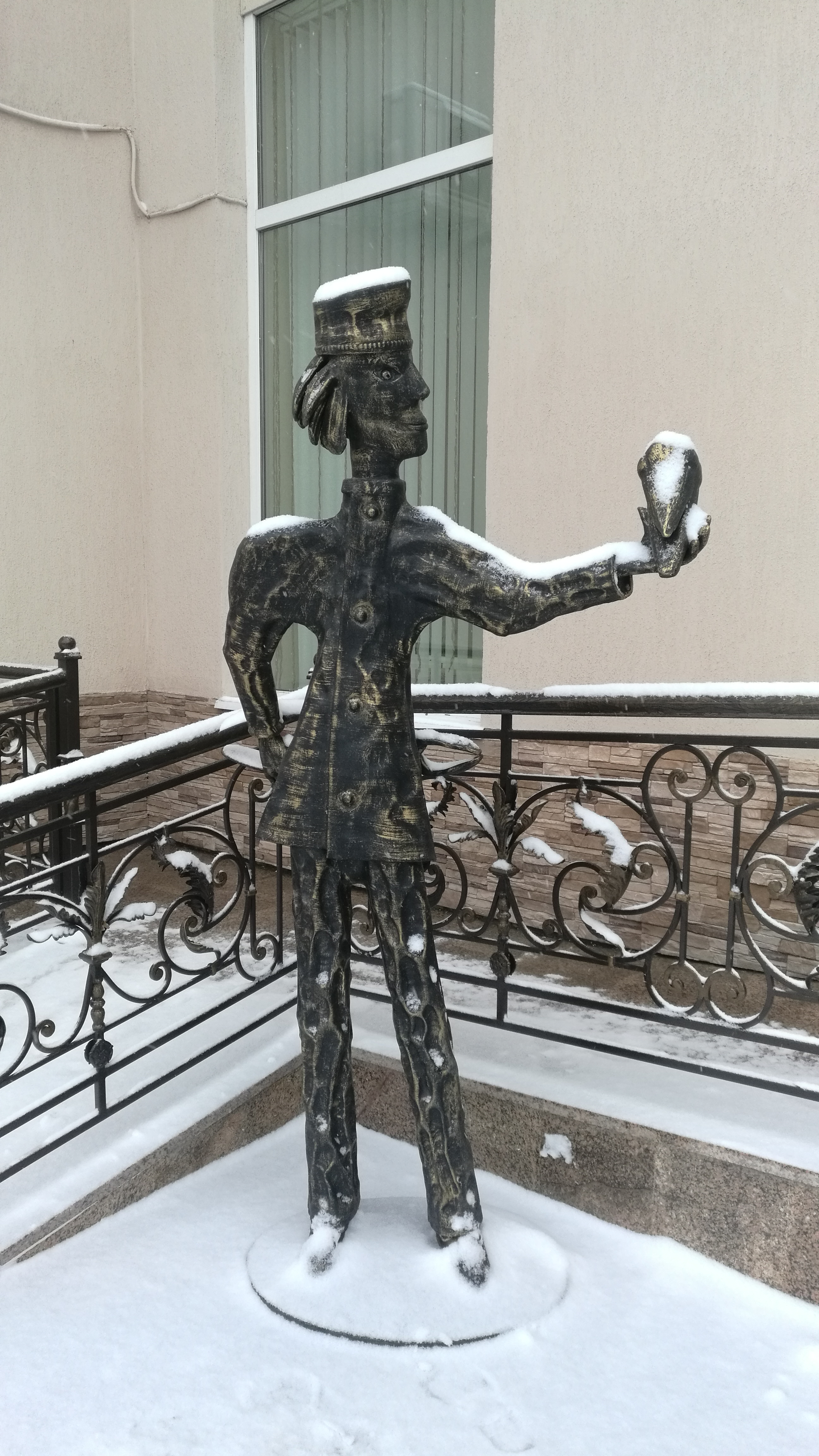
Памятник стоматологу в Тюмени, Россия

Стоматоло́гия (от др.-греч. στόμα «рот» + λογος «наука») — раздел медицины, занимающийся изучением зубов, их строения и функционирования, их заболеваний, методов их профилактики и лечения, а также болезней полости рта, челюстей и пограничных областей лица и шеи.
Стоматологическая наука — это комплексный подход к любой патологии, с акцентированием внимания не только на региональном, но и на отдалённом варианте развития патологического процесса. (из тезисов Д. В. Райтера)
Стомато́лог — специалист стоматологии, врач, занимающийся лечением зубов и полости рта. Часто как синоним используется данти́ст (от лат. dens, dentis — зуб), хотя последнее понятие включает в себя только специалистов-практиков по лечению и протезированию зубов, зубных фельдшеров и зубных техников.

## История

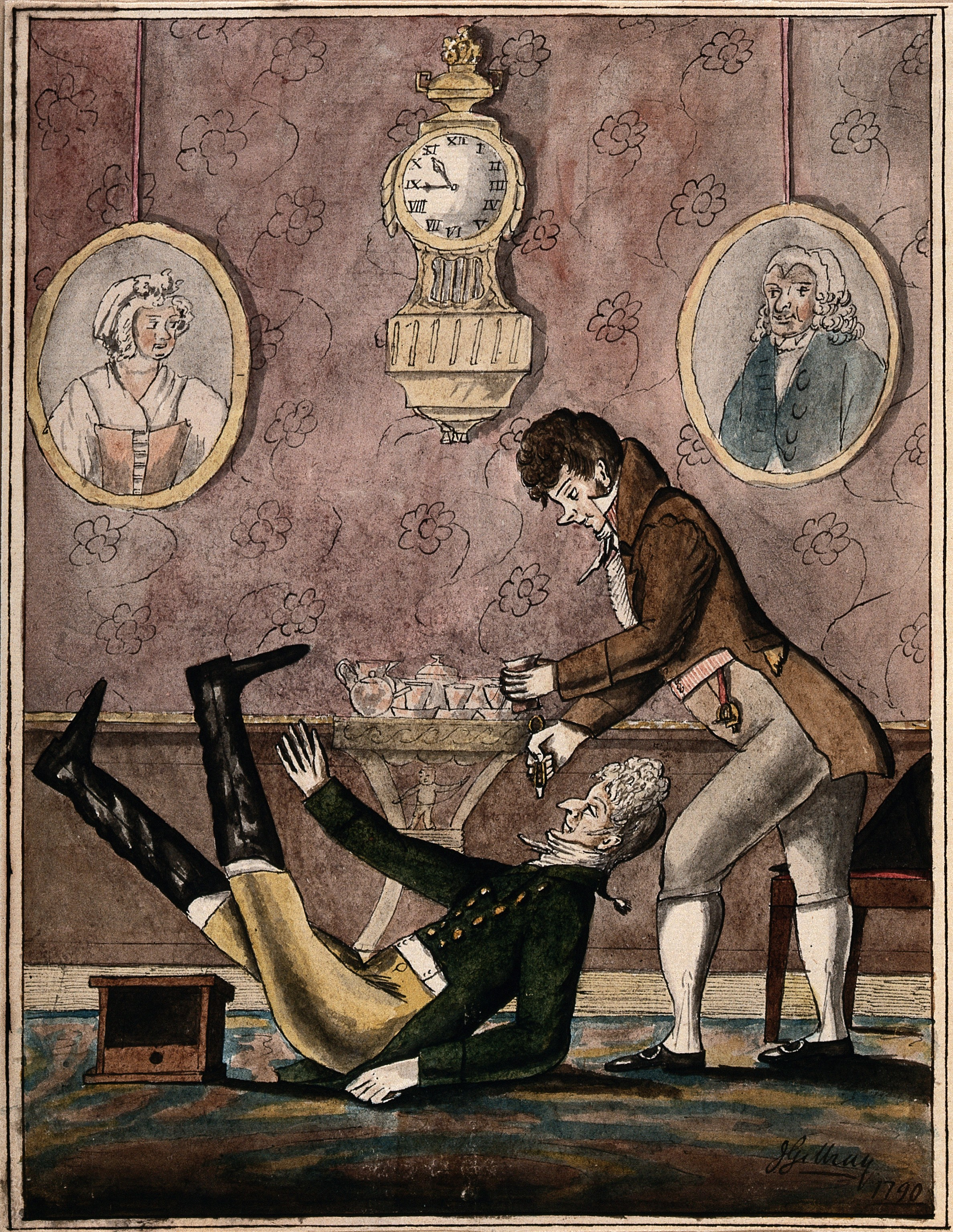
«Богатый пациент упал из-за того, что модный дантист с такой силой удалил зуб», ок. 1790 г.

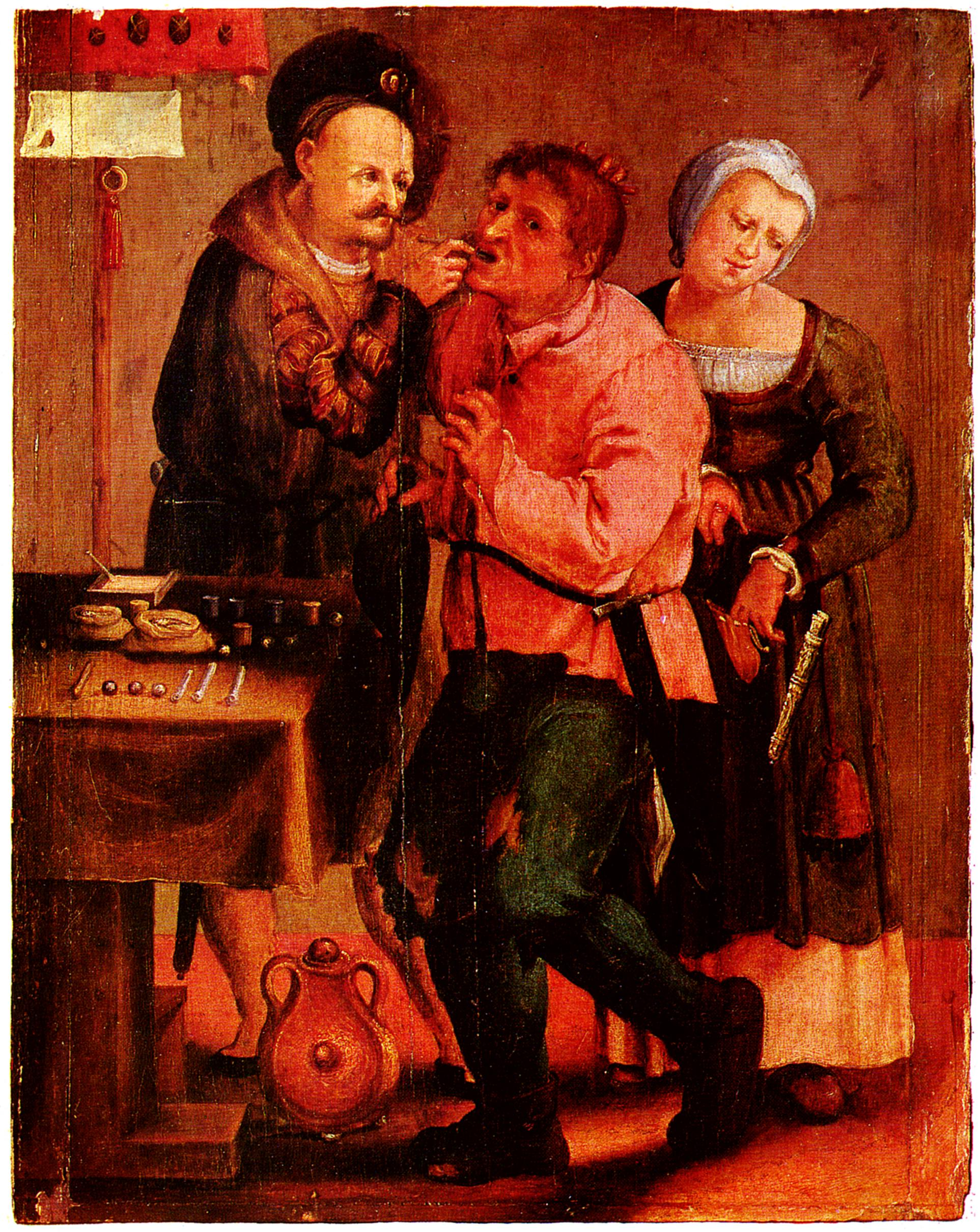
Фермер у стоматолога, Иоганн Лисс, ок. 1616-17 гг.

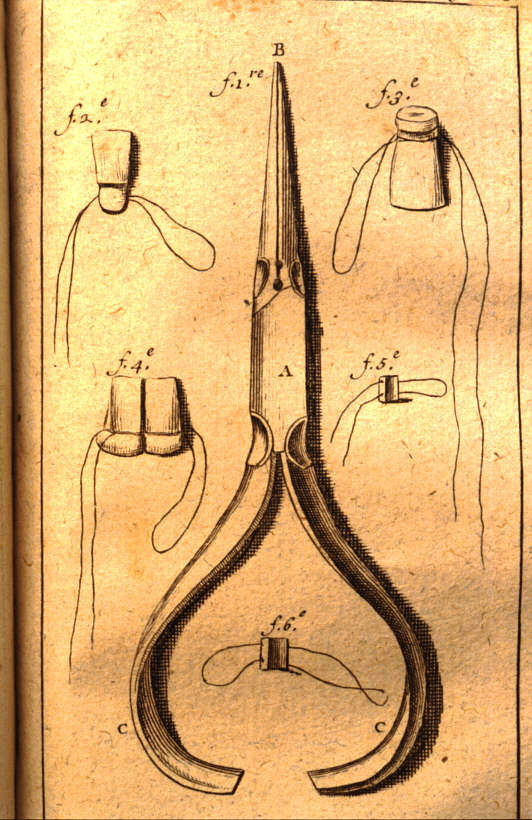
Стоматологические плоскогубцы, разработанные Пьером Фошаром в конце XVII века для протезирования.

Вероятно, первым человеком в истории, официально носившим звание стоматолога, был Хесира, живший в период III династии Древнего Египта (XXVIII век до н. э.).

### В России
Россия познакомилась со стоматологией благодаря Петру I, который впервые привёз из-за границы различные приспособления для лечения зубов. В 1703 году в Россию приехал голландский врач Николай Бидлоо, который стал придворным врачом государя.
Впервые право заниматься зубоврачеванием в России получил в 1710 году француз Франсуа Дюбрель.
В первой половине XIX века зубоврачеванием занимались лекари широкого профиля. Специализация в этой области была редкостью. В 1809 году согласно «Российскому медицинскому списку», содержащему сведения о специалистах в области медицины, в России числилось всего 18 зубных врачей, большинство из которых были иностранцами, зачастую не имевшими никакого медицинского образования.
В 1810 году издан закон, по которому право на зубоврачебную практику предоставлялось лицам, получившим диплом «зубного лекаря».
В 1838 году в России вышел закон, в соответствии с которым звание «дантист» с правом на самостоятельную практику можно было получить только после сдачи специальных экзаменов в медицинской академии. В первой половине XIX века в Санкт-Петербурге такие экзамены сдали и получили право на зубоврачебную практику 54 лекаря.
Зубоврачебную помощь широким слоям населения часто продолжали оказывать подлекари, лекарские помощники, фельдшеры, банщики, ювелиры и цирюльники.
Медико-филантропический комитет Императорского Человеколюбивого общества оказывал нуждающимся медицинскую помощь. При Комитете состояли зубные врачи, обязанные подавать безвозмездную помощь бедным, нуждающимся в помощи. На 1 октября 1864 года в Санкт-Петербурге было три таких дантиста, адреса которых публиковались в специальных справочниках.
Первая школа, которая занималась подготовкой зубных врачей, была открыта в 1881 году в Санкт-Петербурге Фомой Игнатьевичем Важинским и уже к 1883 году из школы было выпущено более 450 дантистов.
В 1883 году Ф. И. Важинским было основано «Первое общество дантистов в России», а Александром Карловичем Лимбергом «С.-Петербургское общество дантистов и врачей, занимавшихся зубоврачеванием».
К 1917 году число дипломированных дантистов в России насчитывало уже около пяти тысяч.
В начале XX века уже было собрано много знаний в этой области и выпущено много научных работ. Стали использоваться более современные инструменты для лечения зубов, появились новые пломбировочные материалы, применялись различные лекарственные вещества. Сначала стоматологами могли работать только мужчины, но с 1875 года, с развитием стоматологии, такое право получили и женщины.
После Великой Отечественной войны стоматология развивалась особенно высокими темпами, стали открываться новые стоматологические институты, проводились различные исследования, выпускались новые бормашины и стоматологические установки.
В настоящее время стоматология шагнула далеко вперёд. Стала возможной имплантация зубов и восстановление даже очень сильно разрушенного зуба, появились качественные пломбировочные материалы и современные инструменты для лечения зубов. При этом имплантация зубов возможна как при единичной потере зуба, так и при полном их отсутствии, для этого используют технологию вживления искусственного корня в костную ткань челюсти — зубных имплантатов, что даёт возможность восстановить сегменты зубного ряда зубными имплантатами без нарушения целостности и функциональности рядом стоящих здоровых зубов.
Заболевания зубов являются наиболее распространёнными болезнями человека. По статистическим данным, более 90 % населения земного шара страдает болезнями зубов. Столь значительное распространение этого недуга ставит перед органами здравоохранения задачи, направленные на разработку мер профилактики возникновения болезней зубов, совершенствование методов лечения, изучение причин, порождающих эти заболевания. К болезням зуба относятся кариес, пульпит, периодонтит.
Всего в России насчитывается около 10 тыс. стоматологических лечебных учреждений, в Москве — около 2 тыс. государственных и частных стоматологических клиник. По данным Росстата, общая численность врачей в России к концу 2010 года составляла 715,8 тысячи человек. Из них 60,6 тысячи — врачи-стоматологи. Это четвёртое место после терапевтов, хирургов и педиатров. Причём на 10 тысяч населения приходится в среднем 4,2 стоматолога.

## Терапевтическая стоматология

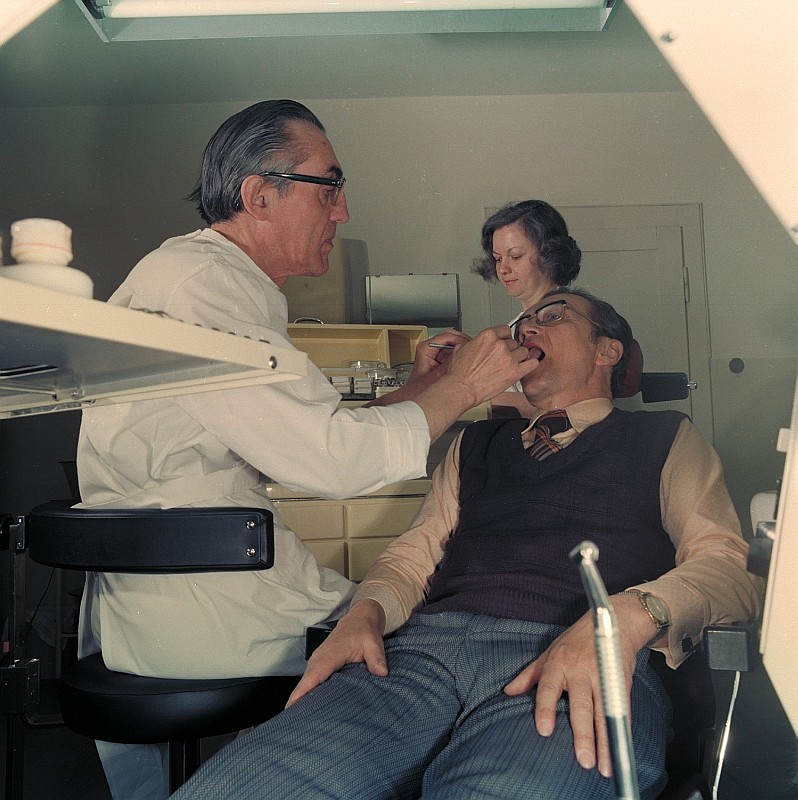
На приёме стоматолога

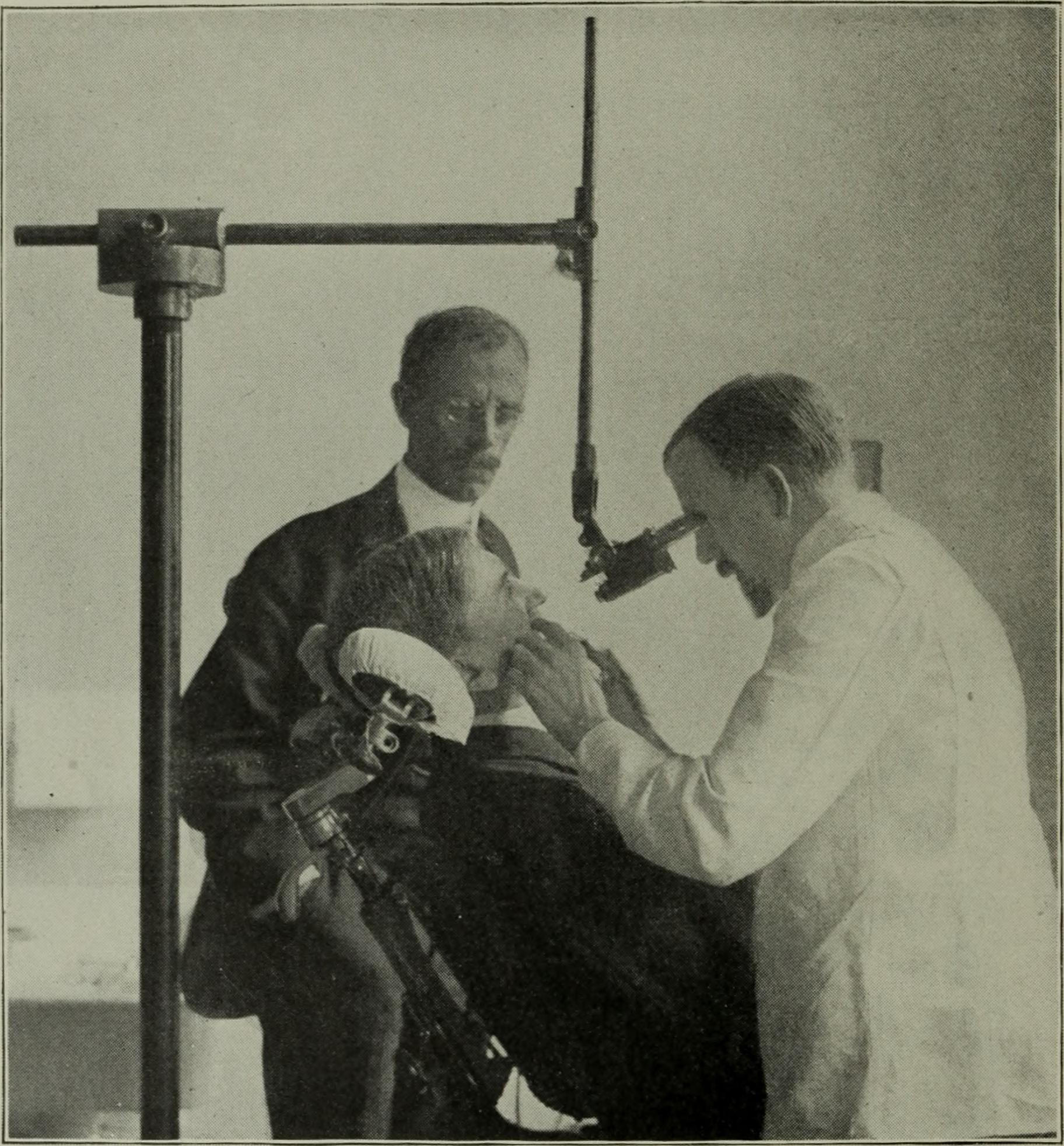
Микроскопическое устройство, используемое в стоматологическом анализе, ок. 1907 г.

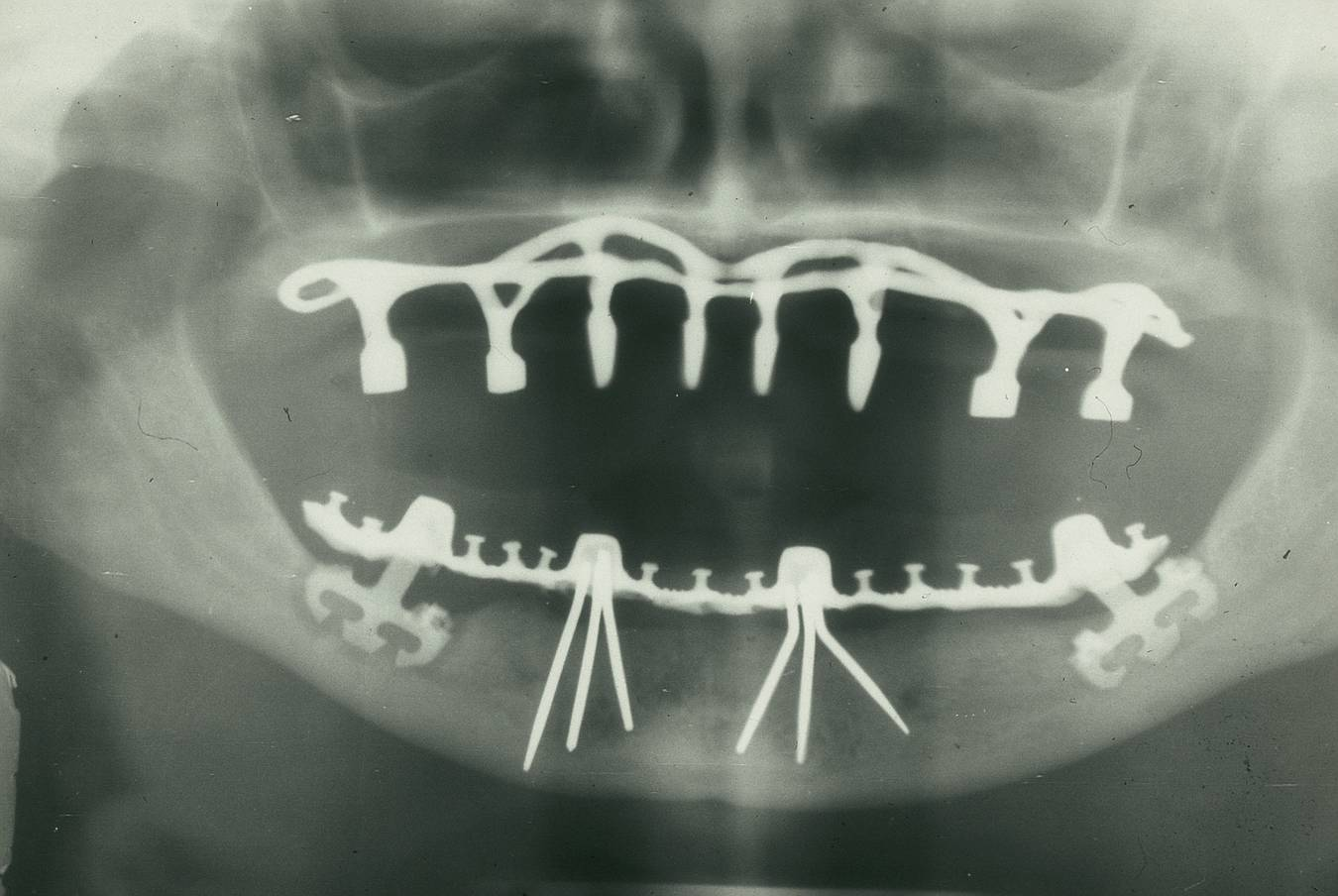
Панорамная рентгенограмма исторических дентальных имплантатов, сделанная в 1978 г.

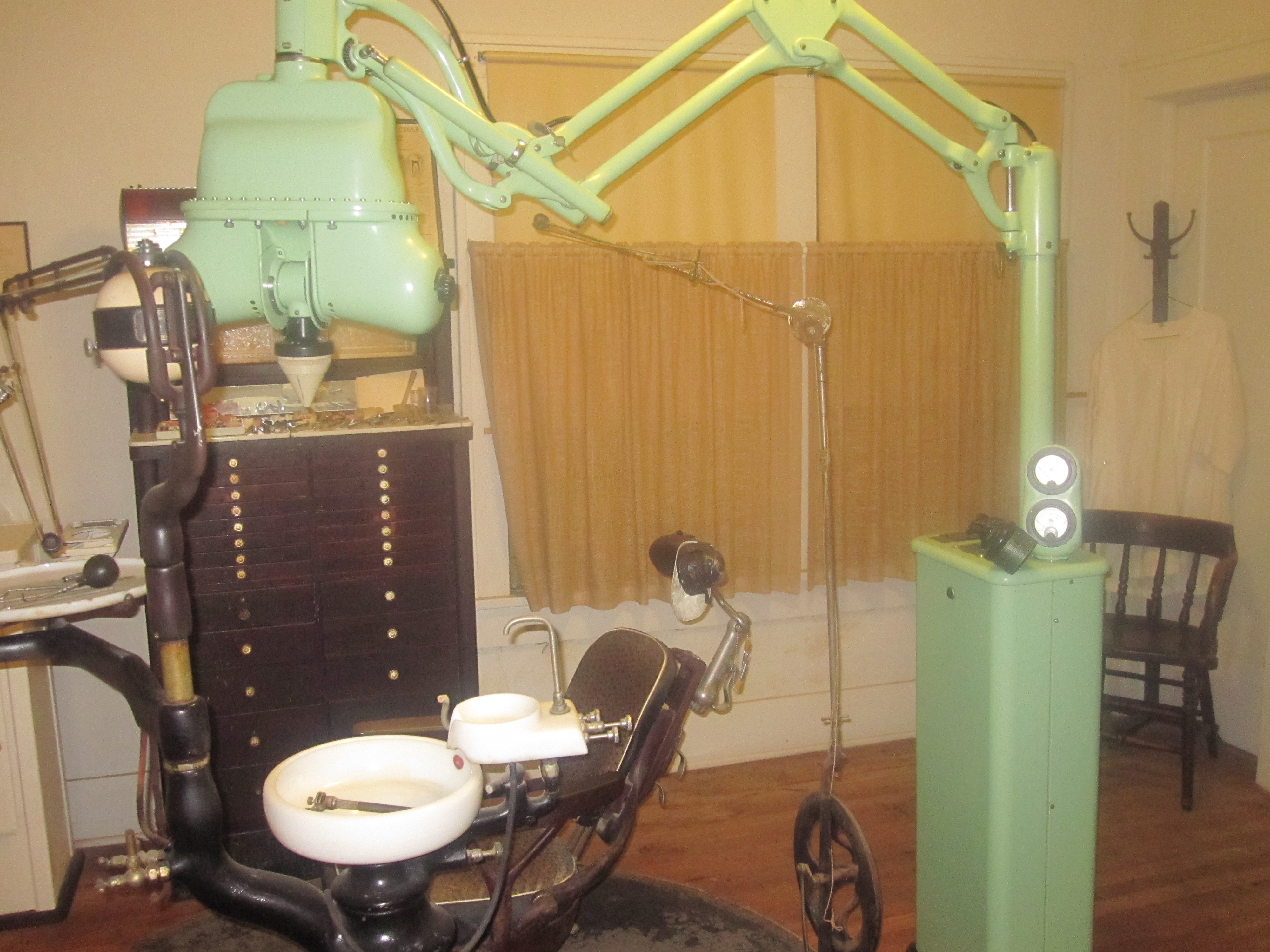
Раннее стоматологическое кресло в музее города Шемрок (Техас) в Техасе

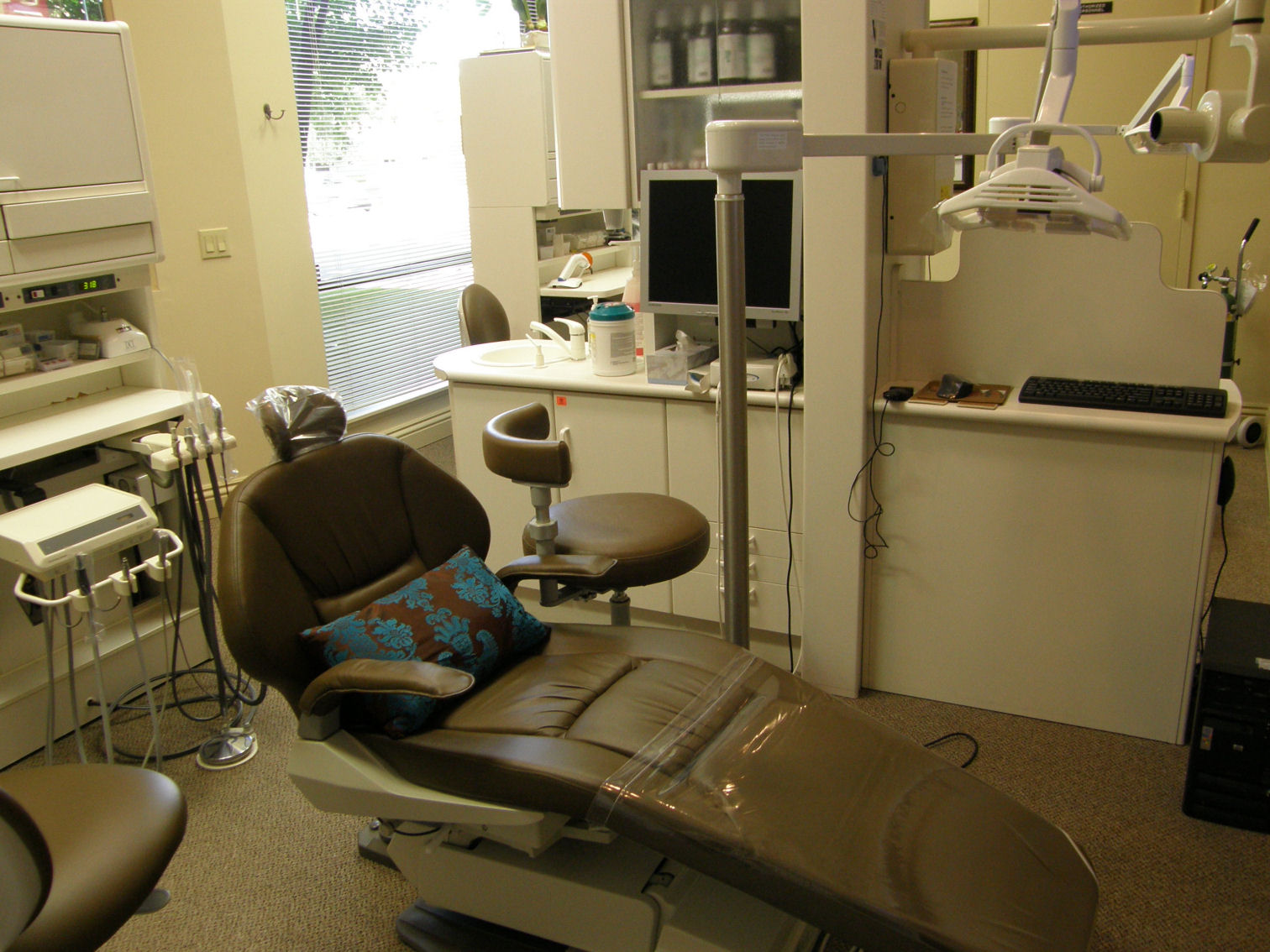
Современное стоматологическое кресло

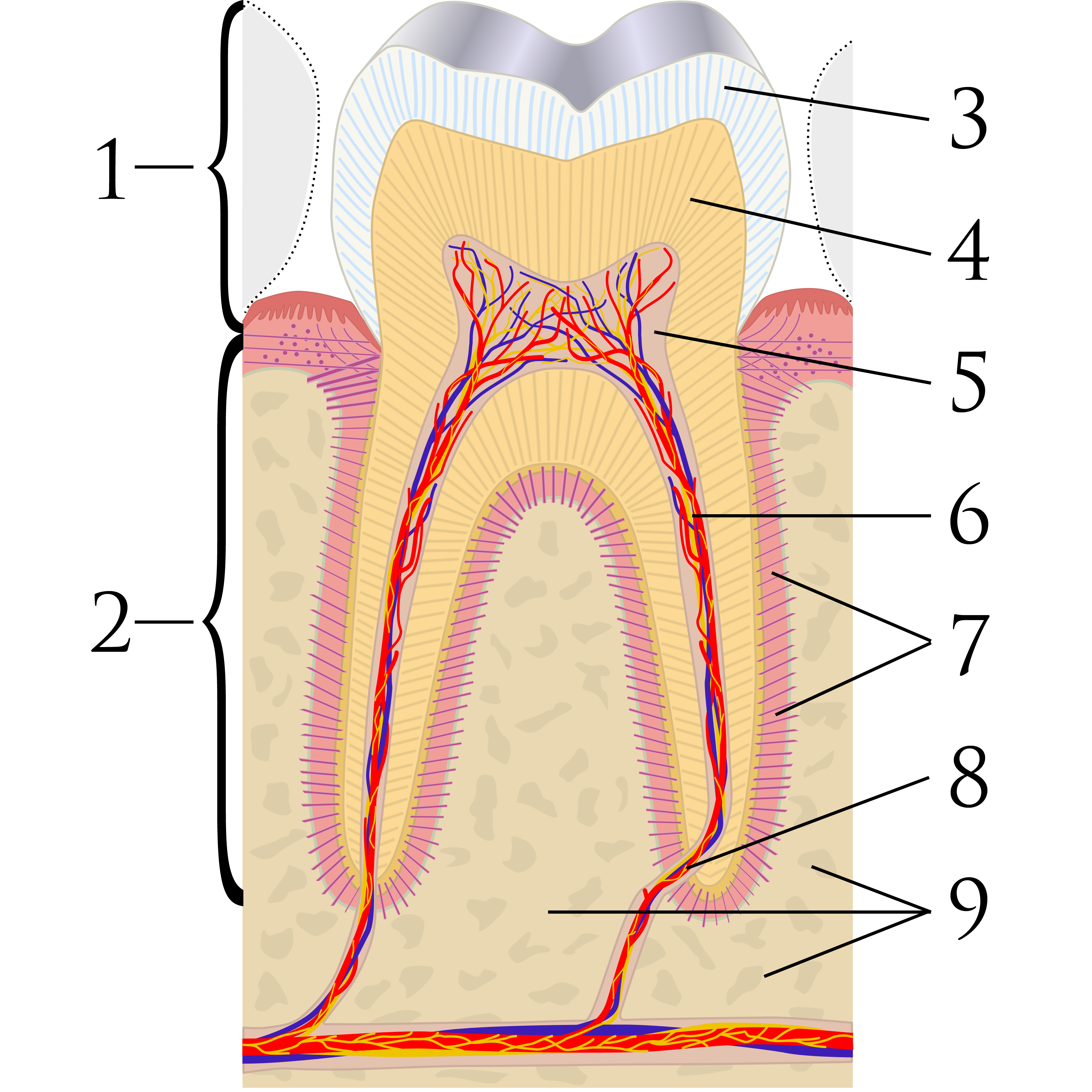
Сагиттальный разрез коренного зуба; 1: коронка, 2: корень, 3: эмаль, 4: дентин и дентинные канальцы, 5: камера пульпы, 6: кровеносные сосуды и нерв, 7: периодонтальная связка, 8: верхушка и периапикальная область, 9: альвеолярная кость

### Болезни зубов некариозного происхождения
- Гипоплазия эмали. Это заболевание, выражающееся в появлении матовых пятен или крапчатости на поверхности зуба, обусловлено нарушением минерализации его тканей, причиной чему могут служить врождённое недоразвитие эмали и ряд ранних детских болезней (к примеру, рахит). В целях лечения может осуществляться стимулирование реминерализации эмали тем или иным способом; общее назначение терапии в данном случае — нормализовать минеральный обмен в организме.
- Флюороз эмали. Это заболевание проявляется возникновением дефектов эмали: сначала на поверхности зуба появляются меловые пятна, затем — бурые, а впоследствии на их месте образовываются либо точечные, либо линейные изъяны. Причиной его обыкновенно является избыток фтора в питьевой воде или нарушения обмена веществ. Существенную роль в борьбе с флюорозом играют профилактические мероприятия. Лечение может состоять, к примеру, в удалении поражённых участков путём шлифования.
- Клиновидный дефект. Происхождение патологии не известно; предполагают, что она вызывается трофическим поражением органического остова дентина и эмали. Традиционное место его расположения — пришеечная часть передних зубов; наименование связано с тем, что форма дефекта внешне схожа с клином. Для его устранения применяется шлифование краев и пломбирование — в тех случаях, если дентин поражён глубоко.
- Патологическая стираемость зубов. Поражённые зубы склонны к постепенному сглаживанию рельефа поверхности и к стачиванию, порой полному, коронковой части. Среди возможных причин заболевания — неправильный прикус, воздействие вредных факторов, нарушения обмена веществ. По мере истирания зубов сближаются челюсти, изменяется форма лица. Необходимо при этом заметить, что такие зубы не подвержены кариесу. Целью лечения является нормализация обмена веществ, возможно назначение препаратов кальция.
- Некроз твёрдых тканей зубов может быть вызван, к примеру, воздействием химических веществ — кислот или щелочей. Зубы в большей степени уязвимы для неорганических соединений такого рода, нежели для органических. Разрушение идёт равномерно, по всей поверхности зуба. В данном случае важна профилактика — нейтрализация опасных соединений, прием определённых препаратов и т. д.
- Гиперестезия зубов. В этом случае существенно возрастает степень чувствительности зубов к различным факторам воздействия — преимущественно физическим (давление, температура и т. п.). Для лечения используется преимущественно флюоризация — втирание в эмаль пасты фторида натрия, хотя в некоторых случаях для большей изоляции зубов могут также устанавливаться коронки[7].
- Эрозия эмали зубов — поражение эмали зубов, а в некоторых случаях и дентина.
- Травма зубов — острая и хроническая. См. также:
  - Зубная бляшка
  - Зубной камень

### Кариес и его осложнения
Ка́риес (лат. Caries dentium) — патологический процесс, начинающийся после прорезывания зубов, сопровождающийся деминерализацией и протеолизом, с образованием полости под действием эндо- и экзогенных факторов. Кариес — очень распространённое заболевание. В детском возрасте оно занимает первое место среди хронических заболеваний и встречается в 5-8 раз чаще, чем заболевание, занимающее второе место по распространённости, — бронхиальная астма. В США по данным разных авторов от 80 до 90 % детей с молочным прикусом, около 80 % подростков на момент окончания школы имеют кариозные полости, а 95-98 % взрослых имеют запломбированные зубы .
Статистические данные показывают, что в экваториальных регионах (Африка, Азия) кариес менее распространён, чем в приполярных областях (Скандинавия, Северная Америка). В развивающихся странах также отмечен более высокий уровень распространения кариеса. Следы кариеса находили у людей, живших 5 тыс. лет назад. В настоящее время возникновение кариеса зубов связывают с локальным изменением pH на поверхности зуба под зубным налётом вследствие брожения (гликолиза) углеводов, осуществляемого микроорганизмами, и образования органических кислот. Частота, с которой зуб подвергается кариесогенному воздействию кислот, влияет на вероятность возникновения кариеса. После каждого приёма пищи, которая содержит сахар, микроорганизмы начинают продуцировать кислоты, которые разрушают эмаль. Со временем эти кислоты нейтрализуются буферными свойствами слюны и частично деминерализованной эмали. После каждого периода воздействия кислот на эмаль зуба неорганические минеральные составляющие зубной эмали растворяются и могут оставаться растворёнными 2 часа (см. Эмаль зуба). Если принимать углеводы периодически в течение дня, то pH в течение длительного времени будет низким, буферные свойства слюны не успевают восстановить pH, и возникает вероятность необратимого разрушения поверхности эмали.
Пульпи́т — воспаление сосудисто-нервного пучка зуба (пульпы). Наиболее часто пульпит является осложнением кариеса, а также может быть следствием ошибочных действий при препарировании зуба под ортопедические конструкции, некачественных пломб, оперативных вмешательств на пародонте, воздействия химических веществ). Также описаны случаи ретроградного пульпита (то есть инфицирование через апикальное отверстие). Пульпиты подразделяются на острые и хронические. Под острым пульпитом понимают состояние, когда инфекция проникла в пульпу при закрытой пульпарной камере (через тонкую стенку разрушенного кариесом зуба). Хронические пульпиты чаще всего являются исходом острого. Хронические пульпиты подразделяются на фиброзные, гипертрофические и гангренозные. Основная форма хронического пульпита — фиброзный пульпит, при котором происходит разрастание волокнистой соединительной ткани. Основные признаки острого пульпита — очень сильные, иррадирующие (распространяющиеся) по ветвям тройничного нерва (при остром очаговом пульпите иррадиации нет, пациент чётко может указать болезненный зуб) боли, которые усиливаются ночью. Боли носят периодический характер.
Периодонти́т — это воспаление периодонта, характеризующееся нарушением целостности связок, удерживающих зуб в альвеоле, кортикальной пластинки кости, окружающей зуб и резорбции костной ткани от незначительных размеров до образования кист больших размеров. Инфекционный периодонтит в основном является осложнением кариеса. Травматический периодонтит возникает в результате как значительного, однократного воздействия (удар при падении или попадании в лицо твёрдых тяжёлых предметов), так и вследствие незначительной, но хронической травмы (завышенная пломба, откусывание проволоки или нитки при отсутствии рядом стоящих зубов). Медикаментозный периодонтит развивается чаще всего при неправильном лечении пульпита, когда сильнодействующие препараты попадают в периодонт (например, паста, содержащая мышьяк, формалин, фенол) или раздражающие материалы (фосфат-цемент, штифты). Основной причиной развития периодонтита у детей является инфекция, когда микроорганизмы, их токсины, биогенные амины, поступающие из воспалённой некротизированной пульпы, распространяются в периодонт.
Периости́т — воспаление надкостницы; применительно к челюсти периостит часто называют флюсом и выражается в опухании десны, сопровождающейся сильной болью. В результате воспалительных заболеваний зубов (периодонтит и пульпит) может развиться периостит челюсти. Реже заболевание возникает после открытых челюстных переломов и ран мягких тканей. Также воспаление надкостницы может проявиться в результате попадания инфекции через кровеносную и лимфатическую системы от инфицированных органов. Заболевание начинается с небольшого опухания десны. Позже отёчность увеличивается, и вместе с ней увеличивается и боль. Через день-два образовывается абсцесс, который является причиной отёка щеки и губ.

### Заболевания слизистой оболочки рта
Воспалительные заболевания слизистой обобщённо называются стоматитами. Они в наименьшей степени изучены, и в настоящее время не имеют решения многие вопросы, связанные с их этиологией, патогенезом и лечением. Известно, впрочем, что существует определённая взаимосвязь между этими патологиями и системными заболеваниями организма. Единой классификации стоматитов в настоящее время также не выработано, однако выдвинуты предложения осуществлять её, к примеру, по этиологическому основанию. С этой точки зрения выделяются:
- Травматические стоматиты, являющиеся результатом физического или химического повреждения слизистой оболочки;
- Симптоматические стоматиты, являющиеся результатом другого, более общего заболевания;
- Инфекционные стоматиты, вызванные вирусным или бактериальным заражением;
- Специфические стоматиты (грибковые, лучевые и т. п.)

В свою очередь, по клиническим проявлениям стоматиты подразделяются на катаральные, язвенные и афтозные.
- Катаральный стоматит встречается наиболее часто и вызывается теми или иными местными факторами: несоблюдением гигиены полости рта, разрушением зубов, появлением на них отложений и так далее. При этом виде заболевания слизистая гиперемирует, отекает, на ней образуется налёт, отмечается болезненность дёсен и их кровоточивость. Может также отмечаться неприятный запах изо рта. При лечении сначала устраняются местные причины заболевания, а затем производится антисептическая обработка с последующими многократными полосканиями полости рта.
- Язвенный стоматит — более тяжёлая форма, нежели катаральный; он может развиваться и как его следствие, и самостоятельно. Исследования связывают данную разновидность воспаления с язвенной болезнью желудка или хроническим энтеритом. В то время как катаральный стоматит затрагивает лишь поверхность слизистой, язвенный стоматит поражает все её слои. При этом образуются разного рода некротические язвы, а в отдельных случаях процесс может доходить и до остеомиелита. Начальная симптоматика схожа с таковой для катарального стоматита, однако при язвенной форме отмечается также общая интоксикация, головная боль, повышение температуры. Местное лечение включает антисептическое и анестетическое орошение полости рта; общая терапия может предусматривать приём антибиотиков или антигистаминных препаратов.
- Афтозный стоматит характеризуется появлением афт — небольших язв или эрозий, единичных или множественных. Этиология его до конца не ясна, хотя афтозный стоматит также связывается с рядом заболеваний от аллергии до ревматизма. Симптомы могут включать общее недомогание, повышение температуры тела, а также появление болезненных ощущений в области афт. Лечение — также местное (дезинфекция, обезболивание) и общее (антибиотики, противовоспалительные препараты и т. д.). Афтозный стоматит может быть острым и хроническим.
- Хейлит — избирательное поражение слизистой оболочки губы.
- Глоссит — избирательное поражение слизистой оболочки языка[7].
- Элементы поражения слизистой оболочки полости рта

### Перспективные методы лечения зубов
В XXI веке активно разрабатываются методы восстановления зубов путём их выращивания из клеток организма, как с использованием стволовых клеток, так и без них, с использованием полимерного каркаса. Первые результаты были получены в 2003 году на крысах, в 2010 году исследователи сумели вырастить структуры зуба на каркасе, в том числе у человека-добровольца, в 2019 году в экспериментах на животных учёные выращивают нормальные зубы взамен удалённых. По прогнозам, такая технология станет доступна через 10 лет.

## Пародонтология

### Заболевания пародонта
- Пародонтит. Под этим термином понимается патологический процесс, в который вовлечены окружающие зуб ткани: периодонт, костная ткань альвеолы и десна. Это заболевание является вторым по частоте из числа стоматологических и наблюдается более чем у половины людей старше 30 лет. Существует несколько теорий, касающихся его этиологии: в частности, имеются мнения, согласно которым соответствующий процесс вызывается трофическими причинами (то есть нарушением питания тканей) и дисфункцией нервной системы, что, в свою очередь, приводит к атрофии пародонта, или же местными раздражающими факторами вроде зубного камня, или эндокринной недостаточностью, или воздействием тех или иных микроорганизмов наподобие зубной спирохеты. Проявляется пародонтит разнообразно, начинается главным образом с ощущений зуда и жжения десен; по мере его развития десна гиперемирует, отекает, развиваются застойные явления и — как следствие — цианоз десны. Также симптомами могут быть появление запаха из рта и кровоточивости десен. По мере прогрессирования заболевания формируются патологические десневые карманы, в которых может начаться воспалительный процесс, приводящий к постепенному замещению связочного аппарата зуба грануляционной тканью. Зуб становится подвижен и в конце концов может выпасть. Консервативное лечение пародонтита является комплексным: общим (укрепление организма в целом) и местным (нормализация состояния пародонта); может применяться также и хирургическое лечение[7].
- Пародонтоз.
- Гингивит.

## Хирургическая стоматология

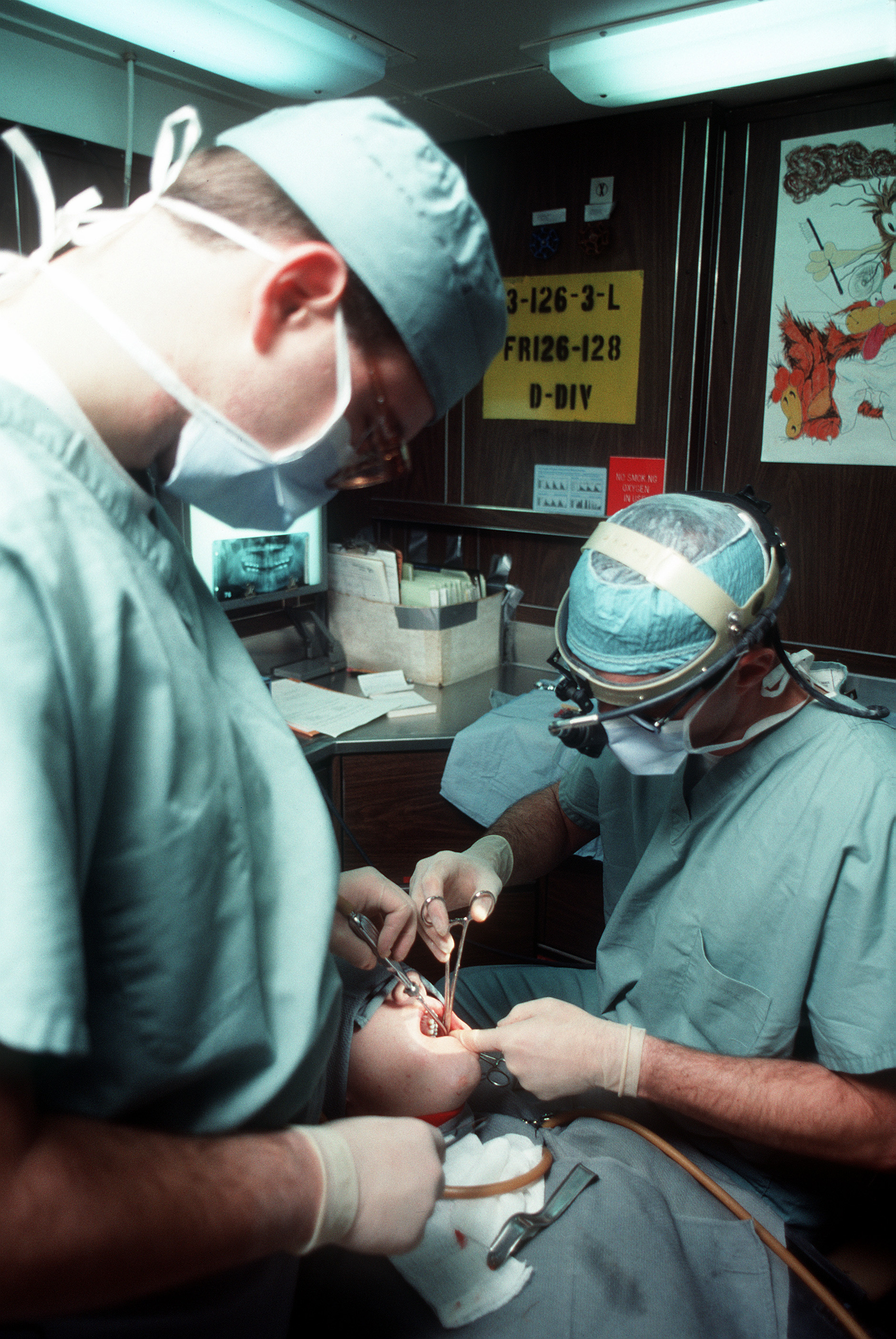
Хирургическая стоматология

### Заболевание тройничного нерва
- Невралгия тройничного нерва является довольно распространённым заболеванием с не до конца ясной этиологией (хотя изучение её причин ведется уже давно). Первопричиной могут выступать разнообразные факторы: инфекции, интоксикации, заболевания желудочно-кишечного тракта, опухоли, изменения в сосудах того или иного свойства, а также собственно стоматогенные факторы. Невралгия может быть истинной или вторичной — в зависимости от того, самостоятельна ли она, или же представляет собой последствия другого заболевания. Основным симптомом при невралгии тройничного нерва являются приступообразные боли различного характера, порой настолько сильные, что пациенты начинают воздерживаться от говорения или, к примеру, от умывания — из опасений спровоцировать болевые ощущения. Локализация боли варьируется в соответствии с тем, какая именно ветвь поражена. При диагностике дифференцируется с ганглионитом крылонёбного узла и симпаталгией поверхностной височной артерии, а также пульпитом, гайморитом, невритом. Лечение может быть как консервативным (медикаменты, физиотерапия), так и хирургическим (невротомия, нейроэкзерез).
- Неврит тройничного нерва может быть вызван травмой, воспалением или сдавливанием нервного ствола. Чувствительность и рефлексы в зоне иннервации при этом снижаются или полностью выпадают. Лечение направлено на устранение причин, вызвавших неврит.
- Глоссалгия характеризуется теми или иными изменениями в чувствительности языка. С точки зрения этиологии, это заболевание увязывают с расстройствами желудочно-кишечного тракта и органов малого таза, а также с местными факторами. Симптоматика обыкновенно сводится к ощущениям жжения или боли на кончике или по краям языка. Целью лечения является избавление от факторов, которые могут хронически наносить травмы слизистой оболочки языка[7].

### Заболевания слюнных желёз
- Эпидемический паротит. Данное заболевание обусловлено проникновением вируса в околоушные слюнные железы; оно характеризуется острым началом (боли в области желёз, общее недомогание, повышение температуры). Из-за болевых ощущений затрудняется открывание рта. Особого лечения для эпидемического паротита нет; применяется дезинфекция полости рта, терапия антибиотиками, спиртовые компрессы.
- Острые воспаления слюнных желёз имеют своей причиной истощение и обезвоживание организма, интоксикацию, инфекции, закупоривание слюнных протоков. В зависимости от локализации выделяют воспаления околоушных и поднижнечелюстных слюнных желёз. Встречаются также и хронические воспаления.
- Слюннокаменная болезнь, как следует из наименования, сопряжена с обтурацией выводных протоков слюнных желёз камнями. Образование камней, в свою очередь, обусловлено недостаточным оттоком слюны, а также некоторыми общими факторами (к примеру, повышением свертываемости крови). Для образования камня необходимо инородное тело, которое становится центром кристаллизации солей. Проявляется камень болевыми ощущениями и увеличением железы; для диагностики используется рентгенография. Лечение, в свою очередь, направлено на удаление камня либо консервативными, либо хирургическими методами[7].
- Рак слюнных желёз появление раковой опухоли в слюнных железах. Из-за воспаления организм человека истощается и обезвоживается, есть вероятность летального исхода (например, актриса Ирма Лосано).

### Воспалительные заболевания хирургического профиля
- Периостит
- Остеомиелит челюсти
- Флегмоны и абсцессы

## Ортопедическая стоматология
- Протезирование стоматологическое
- Вкладки стоматологические
- Коронки стоматологические
- Окклюзия (стоматология)

## Эстетическая стоматология
Эстетическая стоматология является набирающей стремительную популярность стоматологической отраслью, давно и прочно удерживающей лидерские позиции на Западе. Именно голливудская фабрика грез стала праматерью художественной реставрации зубов — происхождение «голливудской улыбки» понятно без расшифровки. Цивилизованное отношение к здоровью и эстетическому состоянию своих зубов характеризует не только уровень культуры человека, но и подчёркивает его общественное положение. «Железные» грубые зубы или, хуже того, явные провалы в зубных рядах не только уродуют и старят человека, но и подчеркивают его заниженную самооценку и легкомыслие по отношению к своему здоровью.
Эстетическая стоматология широко применяет весь существующий инструментарий для создания безупречной белоснежной улыбки — брекеты в их разнообразии (для исправления прикуса), вкладки и виниры (для корректировки формы и цвета).
Эстетическая стоматология успешно справляется со следующими задачами:
- наращивание зубов для исправления формы (при сколах, трещинах и прочих деформациях);
- восстановление цвета и формы путем реставрации;
- техники отбеливания зубов (ультразвуковые, лазерные системы, чистка зубов в профессиональном исполнении);
- исправление прикуса с применением брекетов;
- улучшение эстетического вида с помощью виниров, люминиров, накладок;
- украшение сегментов зубного ряда при помощи имитации татуировок, драгоценных камней, кристаллов Сваровски.

Разнообразие современных материалов открывает большое количество возможностей для творческих решений в области художественной реставрации.

## Ортодонтия
- Исправление прикуса
- Прикус
- Брекеты